# Polyphylla macrocera
Polyphylla macrocera är en skalbaggsart som beskrevs av Edmund Reitter 1891. Polyphylla macrocera ingår i släktet Polyphylla och familjen Melolonthidae. Inga underarter finns listade i Catalogue of Life.